# Neuroxena auremaculatus
Neuroxena auremaculatus là một loài bướm đêm thuộc phân họ Arctiinae, họ Erebidae.